# 昂迪伊 (默尔特-摩泽尔省)
昂迪伊（法語：Andilly，法語發音：[ɑ̃diji] ⓘ）是法国默尔特-摩泽尔省的一个市镇，位于该省西南部，属于图勒区。

## 地理
昂迪伊（48°45'56"N, 5°52'50"E）面积7.12 平方千米，位于法国大東部大區默尔特-摩泽尔省，该省份为法国东北部内陆省份，是洛林的一部分，北邻比利时、卢森堡，北起顺时针与摩泽尔省、下莱茵省、孚日省和默兹省接壤。
与昂迪伊接壤的市镇（或旧市镇、城区）包括：布夫龙、弗朗什维尔、瓦夫尔地区马农库尔、梅尼勒拉图尔、鲁瓦约梅。

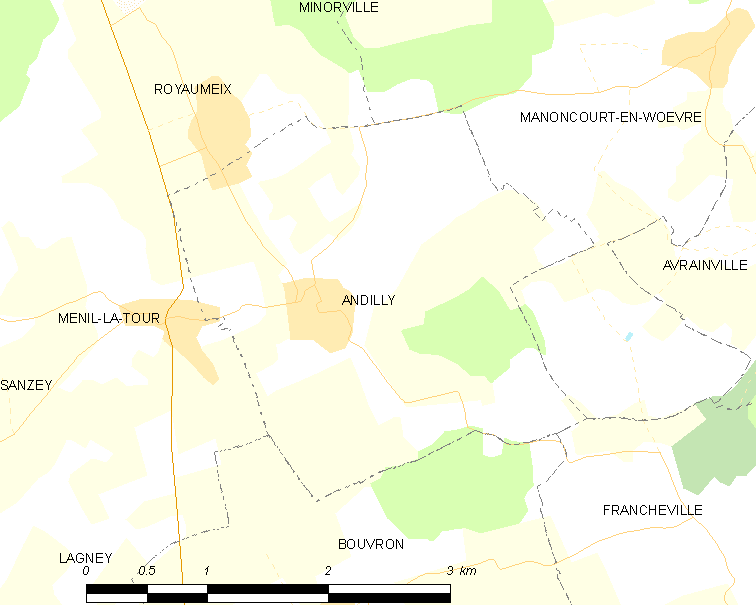
的OSM定位图

昂迪伊的时区为UTC+01:00、UTC+02:00（夏令时）。

## 行政
昂迪伊的邮政编码为54200，INSEE市镇编码为54016。

## 政治
昂迪伊所属的省级选区为北图卢瓦县。

## 人口

1962-2008年间人口变化图示

昂迪伊于2022年1月1日时的人口数量为281人。